# Nguyen Thi Ngoc Chau
Nguyen Thi Ngoc Chau (em vietnamita:  Nguyễn Thị Ngọc Châu; Tay Ninh, 6 de dezembro de 1994) é uma modelo, atriz e rainha da beleza vietnamita, vencedora do concurso Miss Universo Vietnã 2022. Ela representará o Vietnã no Miss Universo 2022.
Ngoc Chau foi coroada anteriormente como Miss Supranational Vietnam 2018 e venceu o Next Top Model do Vietnã 2016. Ela representou o Vietnã no concurso Miss Supranacional 2019 e terminou como semifinalista no Top 10.

## Vida e carreira
Ngoc Chau nasceu na província de Tay Ninh, em 6 de dezembro de 1994. Ela se formou em Biotecnologia pela Universidade Ton Duc Thang.

### Next Top Model do Vietnã 2016
Depois da metade do Next Top Model do Vietnã, teve avanços no final. Aproveitando o rosto bonito, o bom corpo, as expressões diversas, Ngoc Chau amadureceu gradualmente ao longo das rodadas da competição. Em particular, a colaboração com Angela Phuong Trinh no episódio 10 prova isso. Apesar de ter sido encurralado por Phuong Trinh em muitas posições difíceis, Ngoc Chau ainda teve um bom desempenho e foi o vencedor. Coroado na noite final do Next Top Model do Vietnã na noite de 2 de outubro de 2016, tornando-se o competidor com a menor altura entre os 7 vencedores anteriores.

## Concurso de beleza

### Miss Supranacional Vietnã 2018
Ngoc Chau foi coroada Miss Supranacional Vietnã 2018. Na final no Walker Hill Theatre, Seul, Coreia do Sul.

### Miss Supranacional 2019
Depois de vencer o Miss Supranacional Vietnã, ela ganhou o direito de representar o Vietnã no Miss Supranacional 2019, terminou como semifinalista do Top 10 e ganhou o título de Miss Supranacional Asia.

### Miss Universo Vietnã 2022
Em 25 de junho de 2022, Ngoc Chau se juntou ao Miss Universo Vietnã 2022, realizado no Centro de Convenções e Exposições de Saigon, na Cidade de Ho Chi Minh. Ela venceu a competição pela titular cessante Miss Universo Vietnã 2019 Nguyễn Trần Khánh Vân, derrotando o primeiro vice-campeão Lê Thảo Nhi e o segundo vice-campeão Huỳnh Phạm Thủy Tiên.

### Miss Universo 2022
Como Miss Universo Vietnã, Ngoc Chau representará o Vietnã no Miss Universo 2022.